# Eupithecia immensa
Eupithecia immensa es una especie de polilla de la familia Geometridae. La especie fue descrita por primera vez por William Warren habiendo sido descrita en 1902, con distribución en Kenia. El holotipo de la especie fue descrita en los alrededores del escarpe de Kikuyu.
E. immensa recibe su nombre de la derivación de su gran tamaño, en comparación a otras especies de su género, con una envergadura de 35 milímetros (1,4 plg).

## Descripción
Las alas anteriores son de color marrón grisáceo con marcas algo más oscuras que cruzan el ala. Las bandas que preceden y siguen a la fascia central son ligeramente más pálidas. La mancha de la celda es un gran botón de escamas negras elevadas, precedido por una línea negra a lo largo del pliegue del ala. Las alas posteriores son gris opaco con marcas visibles sólo a lo largo del margen interno.
La parte inferior de las alas es de color gris cinéreo opaco en las alas anteriores y alas posteriores más pálidas, con mancha celular, línea media curva y sombra submarginal ancha. La cabeza, tórax y abdomen son color fucsia con su cara y palpos más oscuros.